# هاکوب آرتین
هاکوب آرتین (ارمنی: Հակոբ Արթին; زاده ۱۵ آوریل ۱۸۴۲ – درگذشته ۲۱ ژانویهٔ ۱۹۱۹) آموزگار و پژوهشگر ارمنی‌تبار که در مصر فعالیت می‌کرد.

## زندگی‌نامه
وی در ۱۵ آوریل ۱۸۴۲ به دنیا آمد. وی در ۲۱ ژانویهٔ ۱۹۱۹ در سن ۷۶ سالگی درگذشت.

## تالیفات
- La proprieté foncière en Égypte, قاهره، ۱۸۸۳. توسط Edward Abbott van Dyck تحت عنوان The right of landed property in Egypt ترجمه شده‌است. لندن، ۱۸۸۵.
- L'instruction publique en Egypte, پاریس، ۱۸۹۰.
- (ترجمه) Contes populaires inédits de la vallée du Nil, پاریس، ۱۸۹۵.
- Contribution à l'étude du blason en Orient, لندن، ۱۹۰۲.
- England in the Sudan, لندن: مک‌میلان، ۱۹۱۱. توسط جرج روب به فرانسه ترجمه شده‌است.